# 河野博史
河野 博史（かわの ひろふみ、1968年10月7日 - ）は、日本のカブトムシブリーダーおよびブドウ農家。宮崎県延岡市在住。
実家のブドウ農園を経営する傍ら、世界最大のカブトムシであるヘラクレスオオカブト Dynastes hercules の飼育をしている。日本を代表するカブトムシブリーダーとして知られ、「HirokA」の名前で国内外から注目を集めている。また、「Hiroka」（ヒロカ）は河野が育ててインターネットオークションなどで販売しているヘラクレスオオカブトのブランド名にもなっている。宮崎県立門川高等学校出身。
2022年に作出したヘラクレス・ヘラクレス（ヘラクレスオオカブトの原名亜種） D. h. hercules のオス成虫の全長は182.8 mmを記録し、国内外のカブトムシ愛好家から応募を募る『BE・KUWAカブト飼育レコード』における世界記録となっている。

## 略歴
- 1968年 - 宮崎県東臼杵郡北浦町（現：延岡市）に生まれる[4]。28歳で家業のブドウ農家を継承する[4]。
- 2006年 - ブドウ農家の副業としてヘラクレスオオカブトの飼育を始め[8]、HirokAのペンネームでオークションに出品を始める。
- 2015年 - 全長171 mmのヘラクレスオオカブトが誕生し、昆虫専門誌の大きさを競うコーナーで第1位を獲得[3]。同個体は日本国外からも注目され、インターネットオークションで約300万円で落札された[4]。世界でもトップクラスのブリーダーとなり、海外からも注目を受ける。それ以降、2度にわたり他の愛好家に記録を更新される[9]。
- 2016年 - 自己最大および当時の最大記録（三重県の愛好家が羽化させた171.8 mm）を上回る174 mmの成虫を羽化させる[10]。この個体は2014年4月に卵から育て始め、同年5月に孵化して幼虫になり、2016年1月に羽化したものである[11]。
- 2017年 - ヘラクレスオオカブトの幼虫から成虫になるまでのタイムラプス動画をFacebookにアップロードした。公開から約1週間で再生回数2,700万回を記録[12]し、翌年の2018年にはナショナルジオグラフィックにて紹介される[13]。
- 2018年 - 彼が育てたヘラクレスオオカブトが延岡市のふるさと納税返礼品として選ばれる[14]。
- 2019年 - 河野の全面監修のもと原寸大のヘラクレスオオカブトを再現した組み立て式カプセル玩具「1/1ヘラクレスオオカブト」が発売され、人気の高さから品薄状態になったことが報じられた[15][16]。また2023年6月には「1/1 ヘラクレスオオカブト ver2.0」を発売[17]。
- 2022年 - 福島県田村市が進める「昆虫の聖地」づくりに向けた昆虫サポーターのうちの1人として任命された[18]。
- 2025年 - 5月21日から22日にかけ、大阪・関西万博会場の「EXPOメッセ」内に田村市が設置した「ミニカブトムシドーム」で、河野が育てたヘラクレスオオカブト複数個体（全長179 mmのオス成虫など）が展示された[19]。

## 人物
栽培しているブドウの品種は、父の代から栽培を始めた藤稔である。河野の父親（2023年7月時点で88歳）は1967年（昭和42年）から巨峰の栽培を始めたが、2023年（令和5年）7月時点から遡って約25年前から、栽培品種を巨峰より大粒で糖度の高い藤稔に切り替えている。ブドウ畑の面積は35アールで、広さ約20アールのビニールハウス内でブドウを栽培している。収穫時期は例年7月末からお盆前後で、イオン延岡ショッピングセンターで販売されているほか、市内外に固定ファンも多く、直接注文する者もいるという。また、10アールの畑でアスパラガスの栽培も行っている。
2018年時点ではヘラクレスオオカブトの成虫・幼虫を併せて1,000 - 2,000頭程度を自宅に近接する建物で常時飼育している。この飼育小屋は愛用していた外車を売った金で建てたもので、面積は約35平方メートルである。本人によれば大型のオス個体は30万円の値がつくこともあり、年間の総販売額は1,000万円以上に達するという。元々は虫嫌いだったが、2006年（平成18年）ごろに量販店で販売されているカブトムシの幼虫を見たことで「ビジネスとして成立するのでは」と考え、数日後にヘラクレスオオカブトを見て感激したことが飼育を始める切っ掛けとなった。専門誌やインターネットなどを見て独学し、片道3時間以上かかる熊本県の昆虫ショップに数十回通い、本格的に飼育法などを学んだ。飼育を始めて以来、国内各地のブリーダーを訪問して助言を受け、幼虫の餌を独自に研究したほか、愛車を売却して専用の飼育小屋を建設するなどした。
幼虫の餌は、マイタケなどの菌床ブロックの粉砕くずに栄養分を添加させて発行させることで作っている。この餌は実家のブドウ農園でのノウハウを生かし、試行錯誤を積み重ねたものである。大型個体を作出するため、大型血統同士を掛け合わせたり、室温・餌の配合を調整するなど試行錯誤を繰り返している。育てたヘラクレスオオカブトは「河野血統」と呼ばれ、国内外で高い人気を集めている。
「感覚が鈍る」との理由から、ヘラクレス以外の種類は飼育していない。飼育室の気温は、ヘラクレスの原産地であるグアドループの平均気温である25℃を基準にエアコンで管理している。また室内にはハエなどの害虫が侵入しないよう厳重に管理し、幼虫に触る前は細菌感染を防ぐため、手の消毒を徹底している。
2018年には『日経ビジネス』の「2025年 稼げる新職業」（2018年7月2日号）で紹介された。昆虫の展示会などのイベントではサインを求められることも多い。また学校や福祉施設への無償提供や、子供たちに昆虫に興味を持ってもらうための講演などにも、可能な限り応じている。延岡市議会議員の河野治満は同年、市議会における質疑応答で、博史を地域で活躍する人材の1人に挙げており、同市長の読谷山洋司も博史らを「延岡に対する強い愛、そして延岡を何とかしなければいけない、そのような強い使命感を持っておられる方々」と考えている旨を述べている。

## 紙面掲載
- 『クワガタマガジン』（2010年5月）
- 『FLASH』（2013年・2014年）
- 『BE・KUWA』（2014年 - 、2015年 - 「HirokAのヘラ2漫遊記」執筆連載）
- 『美しすぎるカブトムシ図鑑』（2014年）
- 『夕刊デイリー』（2014年 - ）
- 『宮崎日日新聞』（2018年）[26][27]
- 『毎日新聞』（2015年・2016年）[4][10]
- 『読売新聞』（2016年）[11]
- 『月刊パームス』（2019年）

## テレビ・ラジオ出演
- あるあるセブン（宮崎放送）
- ニュースNEXT（宮崎放送）
- UMKスーパーニュース（テレビ宮崎）[28]
- NHKニュースイブニング宮崎（NHK）
- おはサタ!（NHK）
- 世界一の九州が始まる!（TBS系列）
- 情報7days ニュースキャスター（TBS系列）
- ぶら金!（テレビ宮崎）
- 火曜ゴールデン よかばん!!（テレビ宮崎）
- 『世界一のヘラクレスオオカブトを求めて～河野博史の挑戦～』（ケーブルメディアワイワイ）[29][30]
- FMのべおか[31][32][33]